# یالیوره ۱۰۷۳
سیارک ۱۰۷۳ (به انگلیسی: 1073 Gellivara، نامگذاری:1923OW) هزار و هفتاد و سومین سیارک کشف شده‌است که در ۱۴ سپتامبر ۱۹۲۳ و در وین کشف شد.
قدر مطلق سیارک برابر ۱۱٫۹۰ است.